# فولكسمارين
فولكسمارين أو بحرية الشعب (Volksmarine - VM ، تُلفظ بالألمانية: [ˈfɔlksmaˌʁiːne] ؛ كانت القوة البحرية للجمهورية الديمقراطية الألمانية (ألمانيا الشرقية) من 1956م إلى 1990م. كانت الفولكسمارين أحد فروع الخدمات المسلحة التابعة للجيش الشعبي الوطني، وأدى في المقام الأول دور الدفاع الساحلي على طول ساحل بحر البلطيق في جمهورية ألمانيا الديمقراطية والمياه الإقليمية.
تم حلُّ سلاح الفولكسمارين قبل يوم واحد من إعادة توحيد ألمانيا رسميًا، وظلَّ بمثابة الذراع البحرية لدولة ألمانيا الشرقية لمدة 34 عامًا. روستوك، هو الميناء الرئيسي السابق ومقرُّ قيادة سلاح البحرية الألماني (دويتشه مارين) بعد إعادة التوحيد.

## التاريخ
بعد فترة وجيزة من انتهاء الحرب العالمية الثانية وبداية الحرب الباردة، شرع الاتحاد السوفيتي في إعادة تسليح جمهورية ألمانيا الديمقراطية (GDR)، التي تأسست في أكتوبر 1949م كدولة تابعة من منطقة الاحتلال السوفياتي. ابتداءً من عام 1950م، ساعد ضباط البحرية السوفيتية في تأسيس Hauptverwaltung Seepolizei (الشرطة البحرية الرئيسية للإدارة)، والتي تم تغيير اسمها إلى Volkspolizei – See (VP – See) (شرطة الشعب – البحر) في 1 يوليو 1952. أعيد تنظيم أجزاء من الشرطة البحرية السابقة في قوات الحدود للجمهورية الديمقراطية الألمانية الجديدة، لحراسة الحدود البحرية، ودمجت في دويتشه غرينزبوليزي (شرطة الحدود الألمانية) التي أنشئت في عام 1946م. ضمت 8,000 فردا حلول عام 1952م ، قدّر نائب الرئيس – سي بحوالي 8,000 فرد.
تم حل البحرية الألمانية الشرقية، مثل جميع فروع الجيش الشعبي الوطني السابق، في 2 أكتوبر 1990م - وهو اليوم السابق لإعادة توحيد ألمانيا رسميًا. تم استيعاب بعض موظفيها في البحرية الاتحادية (التي سميت فيما بعد البحرية الألمانية)، وبعضهم من قبل شرطة الحدود الألمانية. تم التخلص من معظم السفن والمعدات الأخرى أو بيعها؛ ذهب حوالي ثلث السفن إلى البحرية الإندونيسية. لم يتبق سوى عدد قليل من سفن البحرية الألمانية السابقة في الخدمة مع البحرية الألمانية الحديثة. كتب آخر قائد لفولكس مارين، نائب الأميرال هندريك بورن، تعليقًا متعدد الفقرات لكتاب ديتر فلور وبيتر سيمان لعام 2009م، دي فولكس مارين، وهو تاريخ شامل وموجه بالصور لفولكس مارين.

قبعة ضابط في البحرية الألمانية الشعبية (مع غطاء للقبعة)، عام 1962م.

## المهام التشغيلية
كانت الفولكسمارين في المقام الأول قوة دفاع ساحلي، إلا أن العمليات الهجومية والهجمات البرمائية ضد حلف شمال الأطلسي كانت أيضًا جزءًا من تدريبها وخططها. أُدمجت عمليًا في أساطيل بحر البلطيق المتحدة التابعة لدول حلف وارسو، بهدف العمل إلى جانبها في حالة الحرب. كانت منطقة عملياتها المحددة هي بحر البلطيق ومداخله. في حال اندلاع حرب مفتوحة بين حلف وارسو وحلف شمال الأطلسي، كانت المهمة الرئيسية للفولكسمارين هي الحفاظ على الممرات البحرية مفتوحة أمام التعزيزات السوفيتية، والمشاركة في العمليات الهجومية ضد سواحل الدول المعادية في بحر البلطيق. ولتحقيق هذه الأغراض، جُهزت بقوات خفيفة مثل السفن المضادة للغواصات، وزوارق الطربيد السريعة، وكاسحات الألغام، بالإضافة إلى زوارق الإنزال. ركزت مهمتها الروتينية بشكل كبير على أنشطة الاستطلاع المكثفة، التي نفذتها بشكل رئيسي كاسحات الألغام وقوارب المراقبة الإلكترونية المتخصصة.

## القادة
- لواء بحري فيليكس شيفلر (1 مارس 1956 - 31 ديسمبر 1956)
- نائب أميرال فالديمار فيرنر (1 يناير 1957 - 31 يوليو 1959)
- لواء بحري فيلهلم إهم (1 أغسطس 1959 - 31 يوليو 1961، 25 فبراير 1963 - 30 نوفمبر 1987)
- لواء بحري هاينز نيوكيرشن (1 أغسطس 1961 – 24 فبراير 1963)
- نائب أميرال ثيودور هوفمان (1 ديسمبر 1987 – 17 نوفمبر 1989)
- نائب أميرال هندريك (11 ديسمبر 1989 - 2 أكتوبر 1990)

## منظمة
- الأسطول الأول في بينامونده،

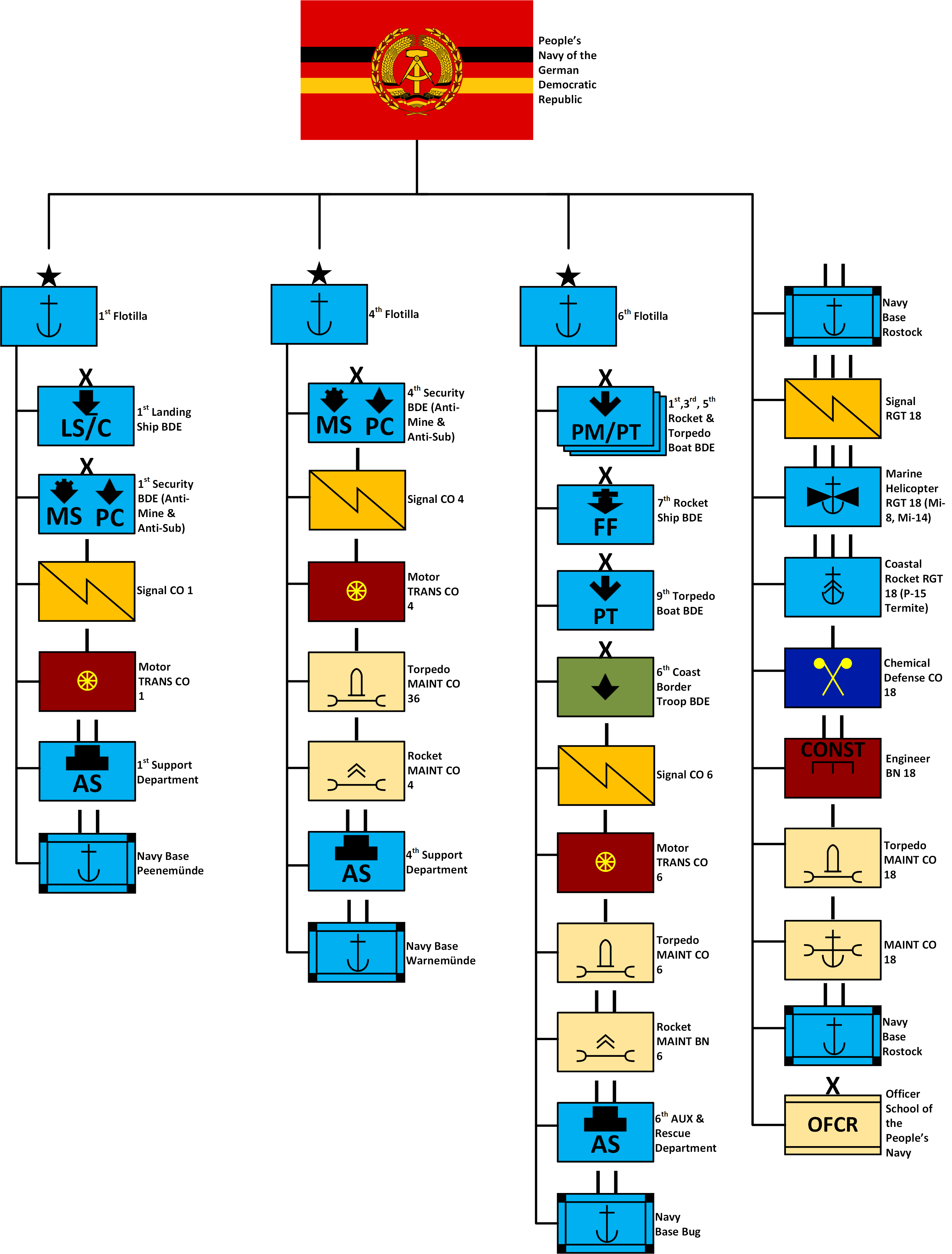
تنظيم البحرية الشعبية في عام 1988م.

- الأسطول الرابع في روستوك - فارنيموند،
- أسطول 6TH في علة في جزيرة روجن،
- لواء الحدود السادس (الساحل) في روستوك.

## صور

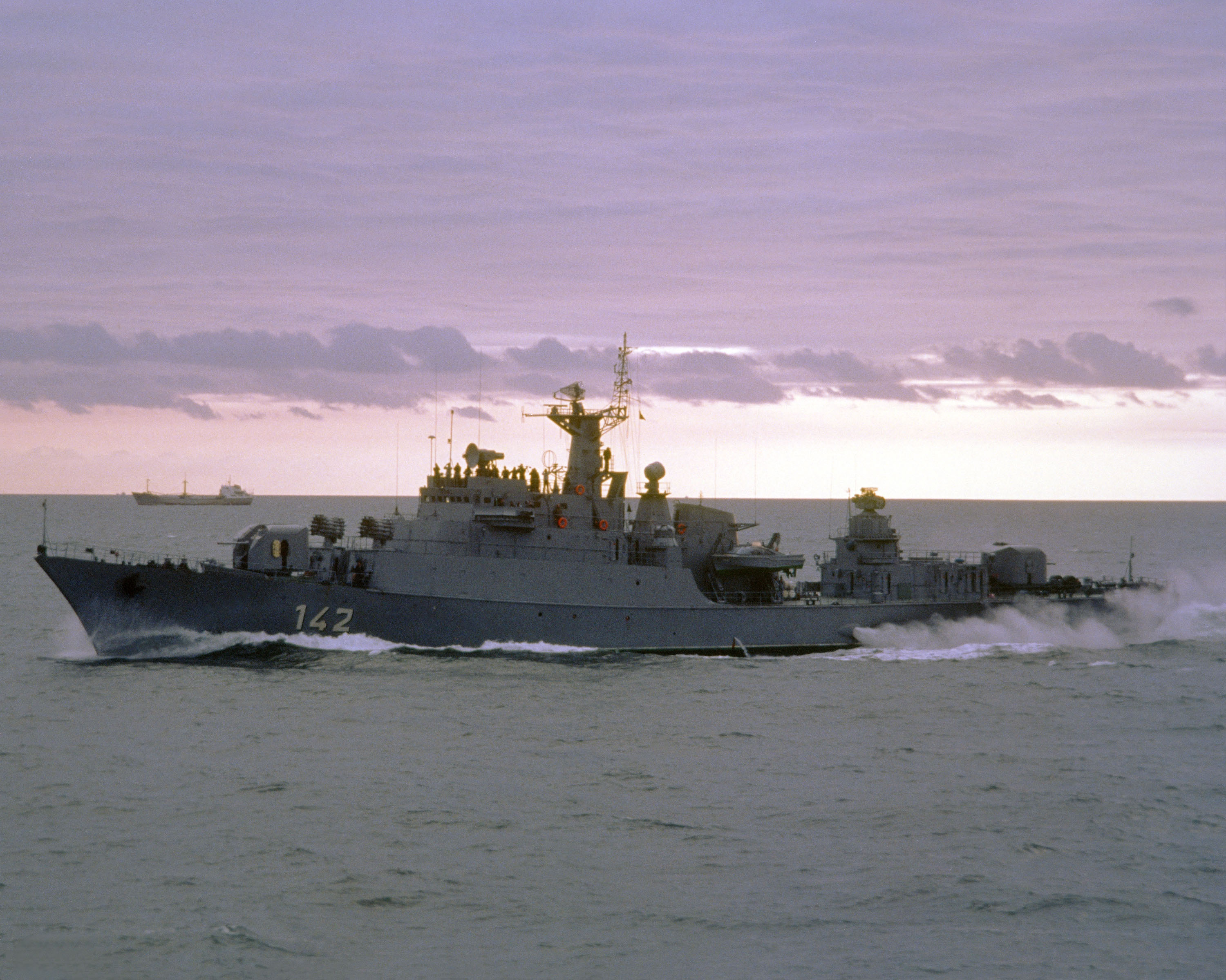
فرقاطة من فئة كوني، برلين-هاوبشتات دير دي آر، في طريقها إلى ألمانيا في الأول من أكتوبر عام 1985م، تراقب سفن حلف شمال الأطلسي المشاركة في «تدريب بالتوبس 85».
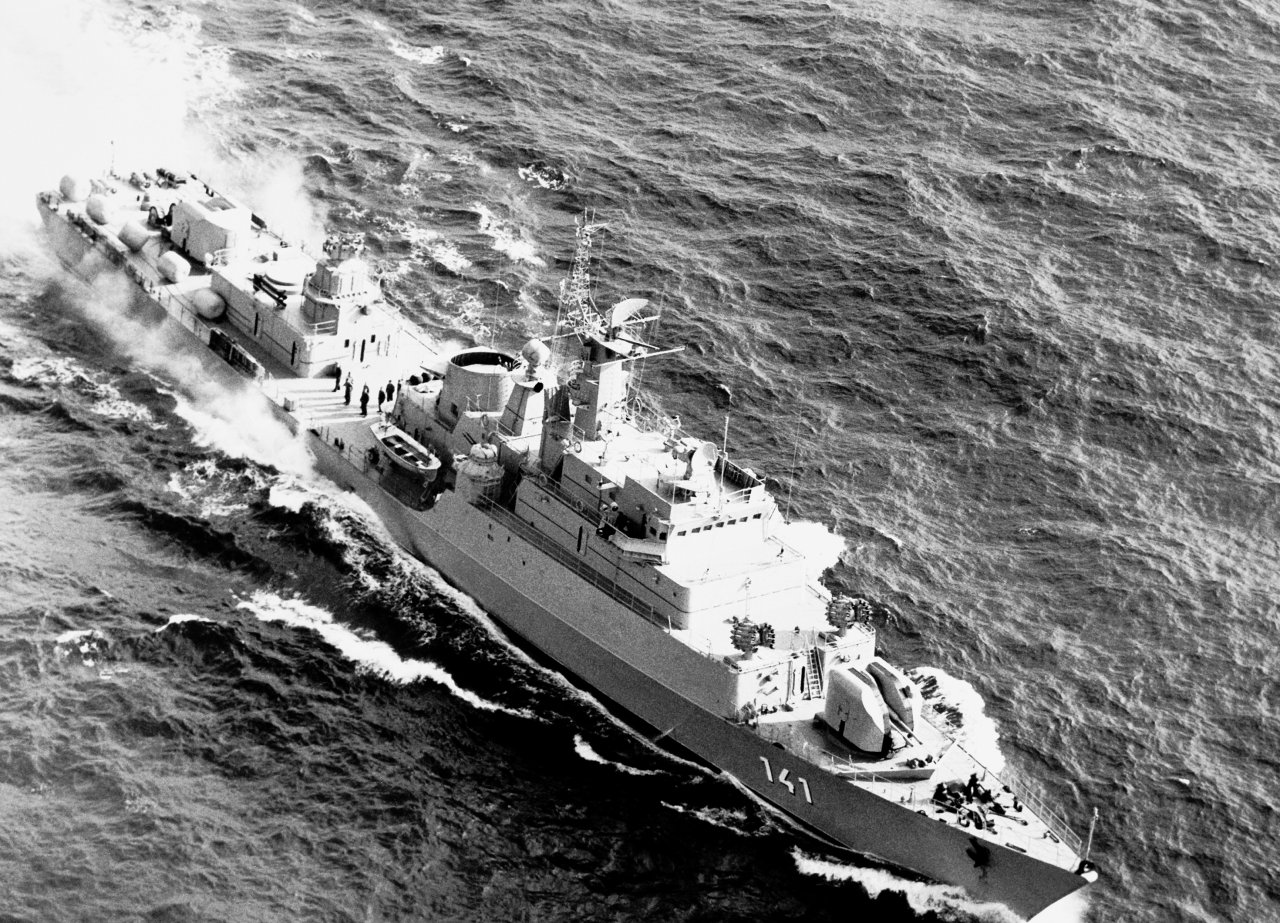
فرقاطة روستوك من فئة كوني.
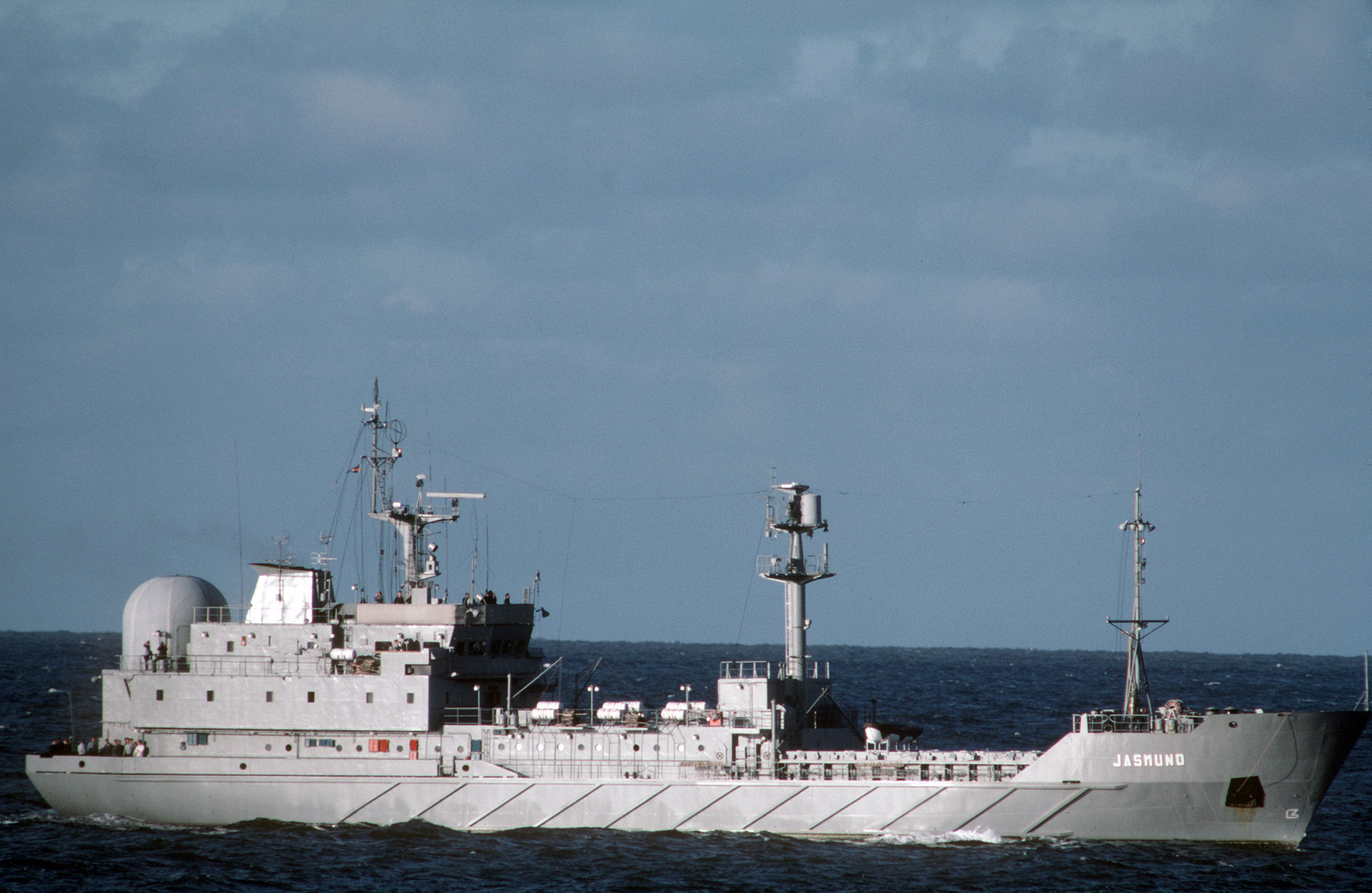
سفينة الاستخبارات جاسموند
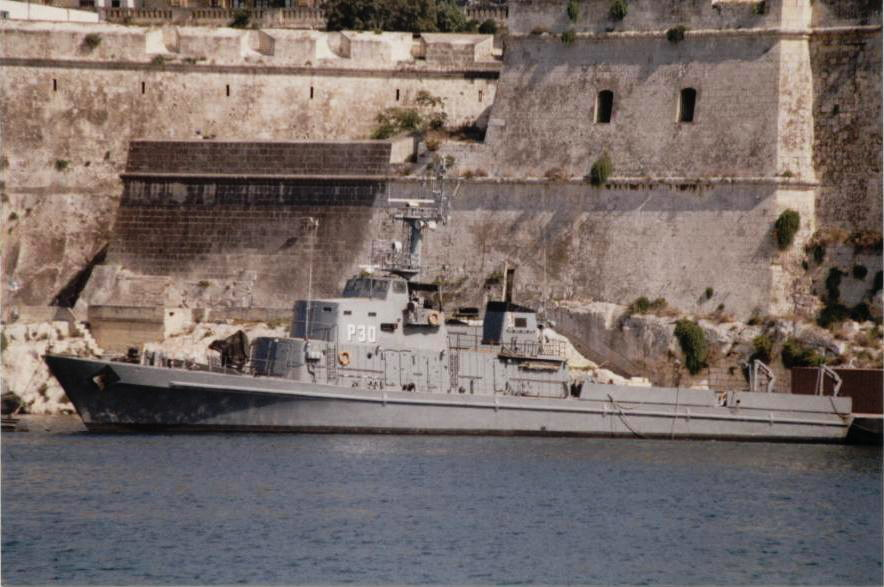
كاسحة الألغام من فئة كوندور Ueckermunde (تم نقلها إلى مالطا باسم P30).

## روابط خارجية
- Marinekameradschaft KSS e. خامسا الموقع - يتضمن معلومات عن الأساطيل الأولى والرابعة (باللغة الألمانية)